# Ryan Carter (Komponist)
Ryan Carter (* 13. April 1980) ist ein US-amerikanischer Komponist.
Carter, der bereits als Zehnjähriger zu komponieren begann, besuchte das Oberlin Conservatory und studierte an der SUNY Stony Brook bei Richard Hoffmann und Daniel Weymouth. Nach dem Abschluss mit dem Mastergrad setzte er seine Ausbildung bei Louis Andriessen und Gilius van Bergeijk am Königlichen Konservatorium in den Haag und an der New York University bei Elizabeth Hoffman und Matthias Pintscher fort. Außerdem studierte er Computermusik bei Brad Garton und Miller Puckette am Computer Music Center der Columbia University.
Neben Instrumental- und Vokalmusik komponierte Carter auch Computermusik. Seine Werke wurden in Nordamerika und Europa u. a. von der Cleveland Chamber Symphony, dem International Contemporary Ensemble, dem Nieuw Ensemble, dem JACK Quartet, dem Argento Chamber Ensemble und dem NOW Ensemble aufgeführt. Er erhielt Kompositionsaufträge der Carnegie Hall, des Milwaukee Children's Choir, des MATA Festival, des Metropolis Ensemble und des Calder Quartet und wurde u. a. mit dem Lee Ettelson Award, dem Aaron Copland Award,  und dem Publikumspreis des Heidelberger Frühlingsfestivals ausgezeichnet.

## Werke
- Concurrent Threads für eine oder mehrere Altflöten, 2012
- neat little boxes in a row für Cello und Marimba, 2012
- Mutable Arrays für Holz- und Blechbläser und Streicher, 2012
- Skeuomorphic Tendencies für Orchester 2011
- More Broken Parts für Solofagott, 2011
- Competing Demands für Klavier, 2011
- Headless Monkey Attack für Bassklarinette, Perkussion, Klavier, Violine, Cello und Elektronik, 2011
- Errata für Klavier, 2010
- Midair Collisions für doppeltes Streichquartett, 2010
- impaired contact with reality für Kammerensemble, 2010
- too many arguments in line 17 für Streichquartett, 2010
- I Fioretti in Musica für Mezzosopran, Countertenor, Tenor und Elektronik (mit Sasha Zamler-Carhart), 2010
- 3 (or fewer) movements for unconducted orchestra, 2009
- Probably 9 Variations für Klavierduo, 2009
- Rough Edges für Perkussionstrio, 2009
- 20 (or so) Variations für Klarinette, Cello, Klavier und Elektronik, 2008
- Quirks and Pathologies für Kammerensemble, 2008
- Shuffle Songs für Flöte, Klarinette, Gitarre, Klavier und Kontrabass, 2008
- Quando consurgam? für Kinderchor, zwei Perkussionisten, Klavier, Orgel, Ondeds Marftetnot und Streicher, 2007
- Doot für Sopran und Kammerensemble, 2007
- Filthy Machines für Vibraphon, Marimba und zwei Klaviere, 2007
- Impromptu für Bläserquintett, 2006
- Caffeinated Reflections für Bassklarinette, Cello und Klavier, 2006
- Repeated Beatings für Kontrabassensemble, 2006
- grip für Streichquartett, 2006
- Abandoned Overture für Orchester, 2006
- Trataka für Orchester, 2005
- Spirals für Flöte, Harfe und Cello, 2005
- I let the monkey out of his cage für zwei Soprane und Instrumentalensemble, 2004
- Bending Mercury Waves für Vibraphon, Marimba und Klavier, 2004
- Toccata and Fugue für Cembalo, 2004
- Gravity Modulations für Streichquartett, 2004
- Pulsating Jellyfish from Mars für Klarinette und Klavier, 2004
- Reaction #1 für Altsaxlophon und Klavier, 2004
- not one, not two für Flöte und/oder Elektronik, 2003
- A Gleaming Knot of Concrete für Klavier, 2003
- (co)-incidents, 2002
- A Lighte Autumne Ayre für Harfe und Cello, 2001
- reconciliation für Klavier, 2001
- 3 Imitations for small ensemble and tape, 2001
- (currently untitled?) für zwei Tenöre, Bariton und Bass, 2001
- awakening für Orchester, 2000
- Dedication für gemischten Chor, Klavier und Orgel, 2000
- flaccidurchin für Vibraphon, Marimba und Klavier, 2000
- Don't eat the ribs. für Männer- und Frauenstimme und Klavier, 2000